# Ixylasia schausi
Ixylasia schausi là một loài bướm đêm thuộc phân họ Arctiinae, họ Erebidae.